# Polonisation
La polonisation (en polonais : polonizacja) désigne le processus d'acquisition ou d'imposition d'éléments de la culture polonaise, en particulier la langue polonaise. Ce processus s'est produit à certaines périodes historiques parmi les populations non polonaises des territoires contrôlés par ou sous l'influence substantielle de la Pologne. Comme dans d'autres cas d'assimilation culturelle, la polonisation peut être volontaire ou forcée ; elle est en tous cas plus visible dans le cas des territoires où la langue ou la culture polonaise étaient dominantes et/ou où leur adoption pouvait entraîner un prestige ou un statut social accru, comme ce fut le cas pour la noblesse de Ruthénie et de Lituanie. Les autorités politiques ont dans une certaine mesure administrativement promu la polonisation, en particulier pendant la Seconde République polonaise et dans la période qui a suivi la Seconde Guerre mondiale.

## Sommaire
La polonisation peut être considérée comme un exemple d'assimilation culturelle. Une telle vision est largement considérée comme applicable à l'époque de la république des Deux Nations (1569–1795), lorsque les classes supérieures ruthènes et lituaniennes étaient attirées par une culture polonaise plus occidentalisée et les avantages politiques et financiers qu'elle apportait ; ainsi que, parfois, par la pression administrative que cette dernière exerçait sur leurs propres institutions culturelles, principalement sur l'Église orthodoxe. La conversion à la foi catholique romaine (et dans une moindre mesure, protestante) était souvent la partie la plus importante du processus de polonisation. Pour les Ruthènes de cette époque, être polonais culturellement et catholique romain par religion était presque la même chose. Ce recul de l'Église orthodoxe était très mal vécu par les masses biélorusses et ukrainiennes. En revanche, les Lituaniens, qui étaient pour la plupart catholiques, risquaient d'y perdre leur identité culturelle en tant que nation, mais les Lituaniens ne s'en rendirent pleinement compte qu'au moment du renouveau national lituanien au milieu du XIXe siècle.
D'autre part, les politiques de polonisation du gouvernement polonais durant l'entre-deux-guerres étaient elles aussi à double objet. Certaines d'entre elles étaient similaires aux politiques d'assimilation pour la plupart forcées mises en œuvre par d'autres puissances européennes aspirant à la domination régionale (à l'instar par exemple de la germanisation ou de la russification) ; tandis que d'autres ressemblaient aux politiques menées par des pays visant à accroître le rôle de leur langue et de leur culture d'origine dans leurs propres sociétés (comme par exemple la magyarisation, la roumanisation, l'ukrainisation). Pour les Polonais, il s'agissait d'un processus de reconstruction de l'identité nationale polonaise et de récupération du patrimoine polonais, y compris dans les domaines de l'éducation, de la religion, des infrastructures et de l'administration ; qui avaient souffert durant les 123 ans d'occupation étrangère sous la coupe de Russie, de la Prusse, et de l'Autriche-Hongrie. Cependant, comme un tiers de la population de la Pologne recréée était ethniquement non polonais, et que nombre de ces « non-Polonais » sentaient leurs propres aspirations à la nationalité contrecarrées par la Pologne, de larges segments de cette population ont résisté à des degrés divers aux politiques visant à les assimiler. Une partie des dirigeants du pays a souligné la nécessité d'une homogénéité ethnique et culturelle de l'État à long terme. Cependant, la promotion de la langue polonaise dans l'administration, la vie publique et surtout l'éducation, a été perçue par certains comme une tentative d'homogénéisation forcée. Dans les régions habitées par des Ukrainiens de souche, par exemple, les actions des autorités polonaises considérées comme visant à restreindre l'influence des orthodoxes et de l'Église gréco-catholique ukrainienne ont provoqué un ressentiment supplémentaire vis-à-vis de Varsovie et ont été considérées comme étroitement liées à la polonisation religieuse.
La démolition de la cathédrale Saint-Alexandre-Nevski de Varsovie, financée par une souscription, illustre cette ambivalence de la polonisation menée par la Deuxième république. 190 églises orthodoxes ukrainiennes ont été elles aussi détruites.

## Pologne médiévale

La Pologne sous Casimir III le Grand. Ce roi est le premier à intégrer substutantivement des territoires allogènes (l'ancienne principauté de Galicie-Volhynie) à la Pologne.

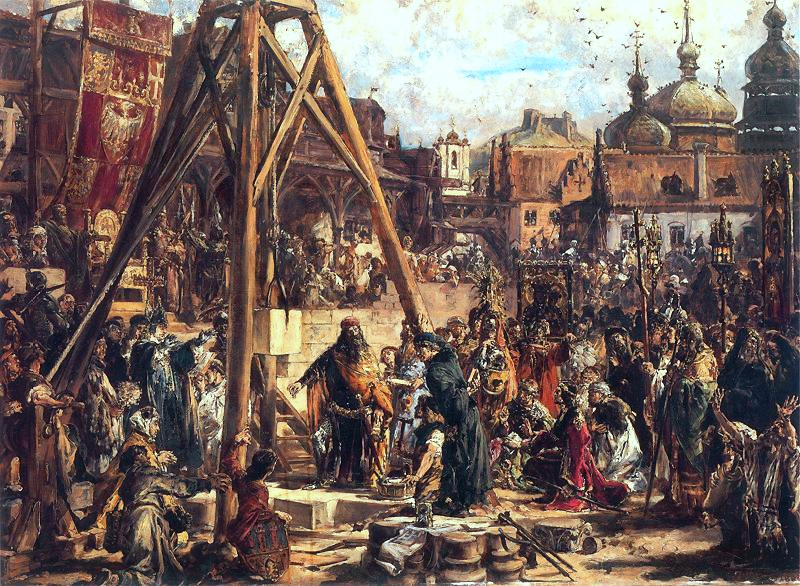
La seconde prise de la Ruthénie. Richesse et éducation, peinture à l'huile de 1888 de Jan Matejko représentant la pose de la première pierre de la première église catholique romaine de Lviv par Casimir III le Grand de Pologne.

Entre le XIIe et le XIVe siècle, de nombreuses villes de Pologne ont adopté les droits dits de Magdebourg qui ont favorisé le développement et le commerce dans les villes. Ces droits étaient généralement accordés par le roi à l'occasion de l'arrivée de migrants, notamment les Grecs et les Arméniens. Ces migrants ont adopté la plupart des aspects de la culture polonaise mais ont conservé leur foi orthodoxe. Dès le Moyen Âge, la culture polonaise, influencée par l'Occident, rayonne à son tour vers l'Orient, amorçant le long processus d'assimilation culturelle.

## Union polono-lituanienne (1385–1795)

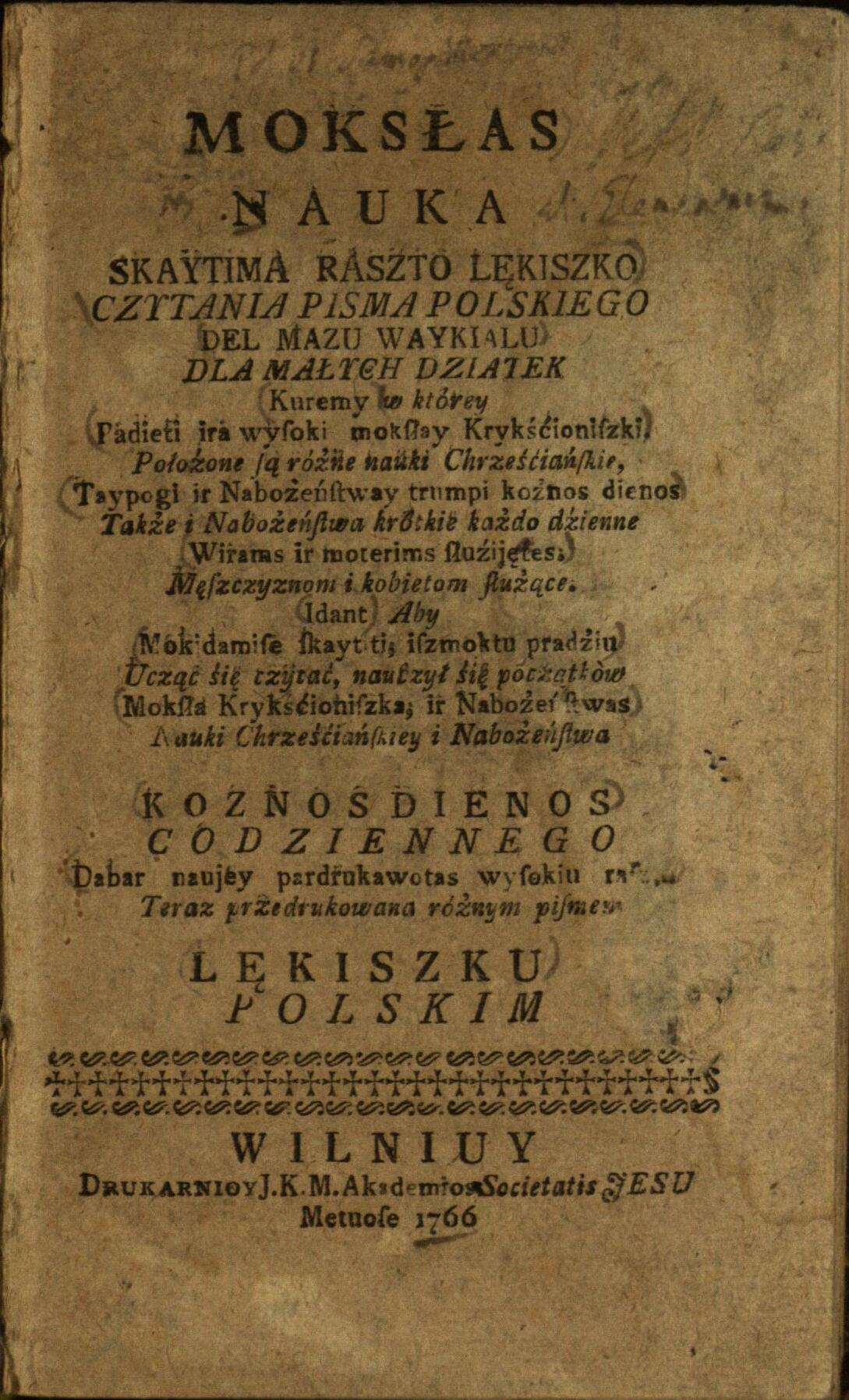
Abécédaire du polonais (en lituanien), dédié aux Lituaniens de souche, Vilnius, 1766

### Grand-duché de Lituanie
Les Polonais sont arrivés en Lituanie bien avant l'union des deux pays. Dans une lettre qu'il adresse aux franciscains allemands, le grand-duc Gediminas demande d'envoyer des moines sachant parler le samogitien, le ruthène ou le polonais. D'autres sources mentionnent des maîtres d'esclaves et des précepteurs polonais. Tout cela témoigne de la présence de Polonais en Lituanie, probablement des prisonniers de guerre ou leurs descendants. L'influence polonaise s'est considérablement accrue après l'union de Krewo (1386). Le grand-duc lituanien Jogaila s'est vu offrir la couronne polonaise et devient ainsi le roi de Pologne Władysław II Jagiełło. Ceci marque le début de la polonisation progressive et volontaire de la noblesse lituanienne,. Jogaila fait bâtir de nombreuses églises sur les terres païennes lituaniennes et leur offre de vastes domaines ; il accorde aussi des terres et des positions aux catholiques, favorise l'installation de Polonais dans les villes et les villages, et accorde aux plus grandes villes et villages les droits de Magdebourg dans leur variante polonaise.
Les nobles lituaniens ont obtenu des privilèges calqués sur ceux détenus par la noblesse polonaise. 47 familles de la noblesse lituanienne ont été adoptées par 45 familles polonaises et dotées d'armoiries polonaises. La Lituanie a adopté les solutions politiques et les institutions polonaises. Les offices de voïvodes et châtelains apparaissent, le pays est divisé en voïvodies et en powiats, un Sejm sur le modèle polonais est créé. Cependant, contrairement au Sejm polonais, le vote des magnats était décisif, et la petite et moyenne noblesse ne faisait qu'approuver que les décisions du conseil du magnat. Depuis la fin du XVe siècle, les mariages entre magnats lituaniens et polonais sont devenus plus fréquents. Cela a rapproché encore plus les Lituaniens de la culture polonaise. Le premier mariage de ce type a été celui entre Mikołaj Tęczyński (pl) et la fille d'Alekna Sudimantaitis en 1478.
L'influence polonaise s'est intensifiée dans la période précédant l'Union de Lublin ; la cour royale ayant pris diverses mesures pour rendre le système politique et économique de la Lituanie plus similaire à celui de la Pologne. Une étape importante en a été l'introduction du système de volok (une unité de mesure polonaise de superficie, importée donc en Lituanie), basé sur le modèle polonais. La réforme a été introduite par des spécialistes polonais, principalement de Mazovie, dirigés par Piotr Chwalczewski (pl). D'autres unités de mesure polonaises de superficie et de distance ont été introduites, ainsi qu'un modèle agriculturel basé sur le système d'assolement triennal.
Pendant la Réforme, des voix se sont élevées pour que le latin devienne la langue des Lituaniens, en raison de la prétendue proximité des deux langues et de l'origine romaine légendaire de la noblesse lituanienne. Cependant, cette intention a échoué et le latin n'a jamais atteint la même position en Lituanie qu'au sein de la couronne polonaise. Au lieu de cela, le polonais a rapidement pris la place de langue officielle dans le grand-duché de Lituanie. Au début du XVIIe siècle, les instructions et les résolutions des sejmiks (en) (parlements locaux) étaient écrites en langue polonaise. Dans la période 1620-1630, le polonais a supplanté le ruthène dans les livres de la Métrique lituanienne (en). Lorsqu'en 1697 le Sejm du Commonwealth adopta une résolution pour remplacer la langue ruthène par le polonais dans tous les actes officiels, il n'a fait qu'approuver un statu quo de longue date. En plus du polonais, le latin était également utilisé dans les documents de la chancellerie lituanienne faisant référence à l'Église catholique, aux villes soumises au droit de Magdebourg, à la Livonie, et aux étrangers.
Au début du XVIe siècle déjà, le polonais devient la première langue des magnats lituaniens. Au siècle suivant, il est adopté par la noblesse lituanienne en général — même la noblesse de Samogitie se met à l'employer. Au début du XVIIIe siècle, la langue polonaise est adoptée par toute la noblesse du grand-duché — lituanienne, ruthène, allemande et tatare. La langue polonaise pénètre également d'autres couches sociales : le clergé, les citadins, et même les paysans.
Cela dit, la polonisation sur le plan linguistique n'impliquait pas nécessairement une polonisation complète au sens étatique ou ethnique du terme. La noblesse lituanienne se sentait unie à la noblesse polonaise dans le sens d'une nationalité commune au sein de la république des Deux-Nations, bénéficiant des mêmes privilèges, libertés et droits. En ce sens, ils se désignaient souvent comme la « noblesse polonaise » ou même les « Polonais ». Dans le même temps, le séparatisme et la défense de la séparation nationale lituanienne au sein de l'État fédéré étaient très forts. La noblesse lituanienne était fortement attachée aux lois, traditions et symboles du grand-duché. De plus, la distinction entre Polonais et Lituaniens était également défendue par les membres de familles ethniquement polonaises s'installant en Lituanie.

#### Église et éducation

Les religions en Pologne-Lituanie vers 1573. Les terres orthodoxes y figurent en vert ; on peut dire que, de façon générale, il s'agit de territoires majoritairement ruthènes et biélorusses.

La diffusion de la culture polonaise a été canalisée par l'Église catholique. Une grande partie du clergé lituanien était constituée de Polonais, soit originaires du Royaume, soit issus de familles polonaises installées en Lituanie. Sur les 123 chanoines connus de Vilnius, seulement un peu plus de la moitié (66) étaient des Lituaniens de souche, la plupart des autres étant d'origine polonaise. Le rôle de l'église était important car elle avait le monopole de l'enseignement. En 1550, 11 écoles étaient créées dans le diocèse de Samogitian et 85 dans le diocèse de Vilnius. En 1528, le diocèse de Vilnius a décrété que la langue d'enseignement des textes religieux devait être le polonais et le lituanien. Le latin était enseigné exclusivement en polonais, de sorte que les enfants qui ne connaissaient pas cette langue apprenaient d'abord le polonais. Les Lituaniens sont allés à Cracovie pour étudier, en 1409, le professeur de théologie a fondé un dortoir pour les étudiants du grand-duché . Au total, 366 étudiants lituaniens ont étudié à Cracovie entre 1430 et 1560. Au XVIe siècle, des étudiants lituaniens venaient à Cracovie déjà considérablement polonisée. En 1513, des étudiants lituaniens ont été accusés de se moquer du franc discours polonais de leurs collègues de Mazovie devant le tribunal universitaire.
Le polonais avait cet avantage sur le ruthène et le lituanien que son vocabulaire, influencé par le latin, permettait d'exprimer des pensées plus abstraites. De plus, sa proximité avec la langue ruthène rendait son adoption par les Ukrainiens d'autant plus naturelle. La Réforme a, d'une part, accéléré le développement des littératures en lituanien ; d'autre part, elle a contribué à une diffusion encore plus rapide de la langue polonaise. Le magnat calviniste Mikołaj Radziwiłł a publié à Brest une traduction polonaise de la Bible à l'usage des calvinistes lituaniens.

#### Cour royale
Le deuxième canal important pour la diffusion de la langue et de la culture polonaises était la cour royale et grand-ducale, commune à la Couronne et à la Lituanie après 1447, nonobstant de brèves périodes de séparation. Mais même lors de ces dites séparations, l'influence polonaise restait très forte. Dès à la fin du XIVe siècle, le grand-duc Vytautas employait des secrétaires polonais pour diriger sa chancellerie latine. La cour de Cracovie était dominée par les Polonais qui voyageaient avec le roi en Lituanie. Les nobles lituaniens qui rejoignent la cour étaient donc fortement influencés par la culture polonaise. Casimir Jagellon était le dernier grand-duc à savoir le lituanien. Depuis l'époque de Sigismond Auguste, la correspondance avec l'élite lituanienne se faisait presque exclusivement en polonais, la connaissance du latin en Lituanie étant trop faible.

### Sur les terres ruthènes
Le successeur de Jogaila, Ladislas III, qui régna de 1434 à 1444, étendit les privilèges nobiliaires à tous les nobles ruthènes quelle que soit leur religion, et, en 1443 signa une bulle mettant l'église orthodoxe sur un pied d'égalité en droits avec le catholicisme romain, améliorant ainsi sa relation avec le clergé orthodoxe. Ces politiques furent poursuivies sous le règne de Casimir IV Jagellon. Cependant, la raison principale de l'expansion culturelle de l'influence polonaise auprès de la noblesse ruthène était l'attrait que représentait pour elle la culture occidentale, ainsi que l'attractivité de l'ordre politique polonais, dans lequel les magnats étaient de véritables « rois », dominant sans limite terres et serfs dans leurs vastes domaines.
En 1569, dans le cadre de l'Union de Lublin, les territoires ukrainiens contrôlés par le grand-duché de Lituanie furent transférés à la Couronne du royaume de Pologne, se retrouvant ainsi sous l'influence directe de la culture et de la langue polonaises.
Les terres ukrainiennes des voïvodie de Kiev et de Braclav, relativement peu peuplées, attiraient de nombreux colons, provenant principalement de Volhynie, mais aussi du centre de la Pologne. L'une des raisons en était que le servage n'y avait pas été introduit. Parmi les colons se trouvait aussi des représentants de la petite noblesse. La noblesse ruthène, tout comme la lituanienne, est attirée par la culture polonaise, alors florissante. Beaucoup d'entre adoptaient la langue et les coutumes polonaises, se convertissant parfois même au catholicisme romain. Même pour ceux qui sont restés fidèles à l'Église orthodoxe et à la langue ruthène, l'identité politique polonaise était devenue très importante, car ils inspiraient à faire partie de la szlachta - une élite dirigeante et privilégiée. C'est à cette époque que naît le concept de gente Ruthenus, natione Polonus (polonais de foi ruthène). Tout cela a abouti à l'abandon presque complet de la culture et de la tradition ruthènes ainsi que de la foi orthodoxe par la classe supérieure ruthène.
La création de l'Église gréco-catholique, à la suite de l'Union de Brest qui cherchait à rompre les relations entre le clergé orthodoxe de la République et le patriarcat de Moscou, a placé le peuple ruthène sous une influence plus forte encore de la culture polonaise ;ce qui s'est en plus accompagné de la propagation de l'Église catholique romaine dans les terres ruthènes. Des diocèses de l'Église catholique romaine furent établis dès le XIVe siècle par les grands-ducs de Lituanie. Après l'Union de Lublin, des écoles jésuites furent créées par des magnats ruthènes.
Certains magnats ruthènes comme Sanguszko, Wiśniowiecki, Ostrogski et Kisiel (ru) résistèrent à la polonisation culturelle pendant plusieurs générations. Restant généralement fidèles à l'État polonais, les magnats, comme Ostrogski, défendaient la religion de leurs ancêtres et soutenaient généreusement l'Église orthodoxe en ouvrant des écoles, en imprimant des livres en langue ruthène (les quatre premiers livres cyrilliques imprimés au monde ont été publiés en Cracovie, en 1491) et en dotant généreusement la construction d'églises orthodoxes. Cependant, leur résistance diminuait progressivement de génération en génération alors que l'élite ruthène se tournait de plus en plus vers la langue polonaise et le catholicisme. La majeure partie du système éducatif étant polonisée et les institutions les plus généreusement financées se trouvant à l'ouest de la Ruthénie. En Ruthénie polonaise, la langue des documents administratifs est graduellement passée du ruthène au polonais. Au XVIe siècle, la langue des documents administratifs en Ruthénie était un mélange particulier de l'ancien slavon d'Église, de langue ruthène contadine et de polonais. La part de ce dernier dans le mélange augmentait progressivement, jusqu'à ce que la langue administrative devînt une sorte de polonais phonétiquement retranscrit en caractères ruthènes. La confluence totale de la Ruthénie et de la Pologne semblait proche.
L'Église gréco-catholique de rite oriental, créée à l'origine pour accueillir la noblesse ruthène, initialement orthodoxe, s'étant avérée inutile au vu de la conversion de cette dernière au catholicisme romain, il fut tenté de l'utiliser pour séparer la paysannerie de ses racines ruthènes, sans succès cependant. Les roturiers, privés de leurs protecteurs indigènes, ont recherché la protection des cosaques qui, étant farouchement orthodoxes, avaient également tendance à se tourner facilement vers la violence contre ceux qu'ils percevaient comme leurs ennemis, en particulier l'État polonais et ce qu'ils considéraient comme ses représentants, les Polonais et plus généralement les catholiques, ainsi que les Juifs.

### EnPrusse royale
Depuis l'époque teutonique, la langue de l'élite et de l'administration prussiennes était l'allemand ; cet état de faits n'a pas changé après l'incorporation de la Prusse royale dans le royaume de Pologne. Ce n'est qu'à partir du début du XVIe siècle que le rôle de la langue polonaise a commencé à augmenter. En 1527 apparaissent les premières complaintes de représentants de grandes villes prussiennes, reprochant à certains membres du conseil municipal d'utiliser le polonais, bien qu'ils sussent l'allemand. En 1555, un chanoine de Gniezno prononça un discours au Sejm prussien en polonais, sans interprète. Dans la seconde moitié du XVIe siècle, les décrets royaux étaient publiés en polonais, et les débats du Landtag se tenaient en polonais. Les grandes familles prussiennes polonisèrent leurs noms : de Baysen à Bażyński, de Zehmen à Cema, de Dameraw à Działyński, de Mortangen à Mortęski et de Kleinfeld à Krupoki.
Pendant la période où Nicolas Copernic a administré le domaine du chapitre de Warmie, le processus de développement intensif des terres ravagées par les guerres avec l'Ordre Teutonique s'est poursuivi, avec l'arrivée de colons et leur installation dans les villages, l'échange de propriétés paysannes et la mise en culture des terres. Copernic voyage fréquemment dans les régions administrées. Les archives confirment que dans les villages polonais désertés, Copernic était désireux de réinstaller des paysans arrivant de Mazovie, et donc polonophones. Ceux-ci, en s'installant en Warmie, ont contribué à sa polonisation et ont considérablement modifié le visage ethnique de la région, jusqu'alors caractérisée par une population majoritairement vieille prussienne et des allemande.

## Durant les partages (1795–1918)

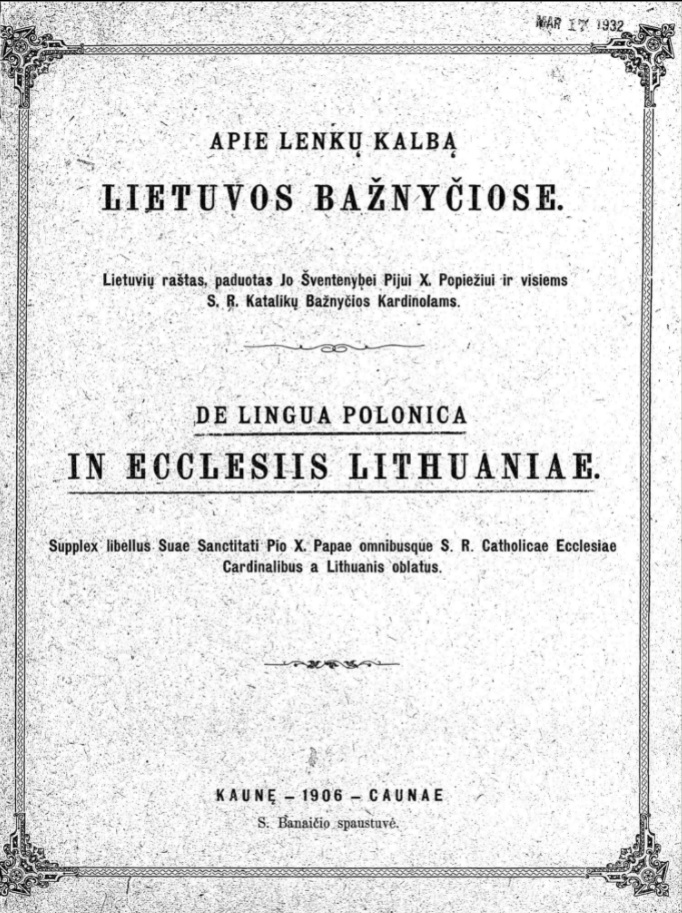
Complainte des fidèles Lituaniens au pape Pie X concernant l'usage de la langue polonaise dans les églises catholiques lituaniennes, 1906

Après les partages de la Pologne et malgré les tentatives des puissances co-partageantes d'éradiquer la langue et la culture polonaises et de dépoloniser les peuples allogènes, la polonisation se poursuivit au sein des anciens territoires polonais.
Une forme de polonisation eut ainsi lieu dans la partie prussienne, où, en réaction à la persécution du catholicisme romain pendant du Kulturkampf, les catholiques allemands vivant dans des régions à majorité polonaise s'intégrèrent volontairement intégrés à la société polonaise, ce mouvement affectant environ 100 000 Allemands dans le provinces orientales de la Prusse.
Selon certains auteurs, les plus grands succès dans la polonisation des terres non polonaises de l'ancienne République ont été obtenus après les partages, à une époque de persécution de la polonité,. Paradoxalement, l'élargissement vers l'est du territoire ethniquement polonais et l'augmentation en nombre et en population des régions ethniquement polonaises se produisirent exactement pendant la période de plus forte attaque russe contre tout ce qui était polonais en Lituanie et en Biélorussie.
Les raisons de cette évolution incluent les activités de l'Église catholique romaine ainsi que l'influence culturelle exercée par les grandes villes (Vilna, Kovno) sur ces terres ; les activités du district éducatif de Vilna au XIXe siècle ; les activités de l'administration locale, toujours contrôlées par la noblesse locale polonaise ou déjà polonisée jusqu'au soulèvement de janvier 1863-1864 ; les écoles secrètes (polonaises) de la seconde moitié du XIXe siècle au début du XXe siècle (tajne komplety) ; et l'influence des propriétés foncières, encore majoritairement aux mains des magnats polonais.
Après les partages de la Pologne la fin du XVIIIe siècle, les tendances à la polonisation se sont d'abord poursuivies en Lituanie, en Biélorussie et dans les régions d'Ukraine dominées par la Pologne, les politiques initialement libérales de l'Empire russe accordant à l'élite polonaise des concessions importantes pour la gestion des affaires locales. Dovnar-Zapolsky note que la polonisation s'est en fait intensifiée sous le régime d'Alexandre Ier, en particulier grâce aux efforts des intellectuels polonais qui dirigeaient l'Université impériale de Vilnius. Par ordre du Tsar, le district éducatif de Vilnius, supervisé par Adam Czartoryski, dont il était très proche, a été considérablement élargi pour inclure de vastes territoires de l'Ouest de l'Empire, s'étendant jusqu'à Kiev au sud-est ainsi que sur une grande partie du territoire anciennement polonais. Le développement de l'Université, qui n'avait aucun rival dans tout le district, reçut la plus haute priorité des autorités impériales qui lui accordèrent une liberté et une autonomie importantes. Grâce aux efforts des intellectuels polonais qui ont servi les recteurs de l'Université, Hieronim Strojnowski, Jan Śniadecki, Szymon Malewski, ainsi que Czartoryski lui-même, l'Université est devenue le centre du patriotisme et de la culture polonaise ; et en tant que seule université du district, elle attirait la jeune noblesse de toutes les ethnies de cette vaste région,.
Avec le temps, le latin fut complètement éliminé de l'Université et, en 1816, il fut entièrement remplacé par le polonais et le russe. Ce changement a à la fois affecté et reflété un changement profond dans les systèmes scolaires secondaires biélorusses et lituaniens, où le latin était également traditionnellement utilisé, car l'université était la principale source d'enseignants pour ces écoles. De plus, l'Université était responsable de la sélection des manuels, et seuls les manuels polonais étaient approuvés pour l'impression et l'utilisation.
Dovnar-Zapolsky note que « les années 1800-1810 avaient vu la prospérité sans précédent de la culture et de la langue polonaises dans les terres de l'ancien grand-duché de Lituanie » et que « cette époque a vu l'achèvement effectif de la polonisation de la plus petite noblesse, avec une réduction supplémentaire du domaine d'utilisation de la langue biélorusse contemporaine ». Il remarque également que la tendance à la polonisation avait été renforcée par les sentiments anti-russes et anti-orthodoxes. Les résultats de ces tendances sont mieux reflétés dans les recensements ethniques dans les territoires auparavant non polonais.
À la suite du soulèvement polonais de novembre visant à rompre avec la Russie, la politique impériale a brusquement fait volte-face. L'Université de Vilnius a été contrainte à la fermeture en 1832 et les années suivantes ont été caractérisées par les politiques visant à la solution assimilationniste de la « question polonaise », une tendance qui s'est encore accrue à la suite du soulèvement de 1863. Après les soulèvements de 1831 et 1863, l'administration russe devint de plus en plus fortement anti-polonaise.

### Situation spécifique des terres lituaniennes et biélorusses
Une situation linguistique compliquée s'était développée sur le territoire du grand-duché de Lituanie. Les locuteurs du polonais utilisaient une variante « Kresy » du polonais (le dialecte des régions frontalières du nord) qui conservait des caractéristiques polonaises archaïques ainsi que de nombreux vestiges de biélorusse et certaines caractéristiques du lituanien. Les linguistes font la distinction entre la langue officielle, utilisée dans l'Église et les activités culturelles, et la langue familière, plus proche du discours des gens ordinaires. Les habitants d'une partie importante de la région de Vilnius utilisaient une variante de la langue biélorusse, influencée principalement par le polonais, mais aussi par le lituanien, le russe et le yiddish. Cette langue était appelée le « parler simple » (mowa prosta), et a été traité par beaucoup comme une variété dialectale du polonais. En fait, c'était une sorte de « langue mixte » servant d'interdialecte de la frontière culturelle. Cette langue est devenue une passerelle vers la slavisation progressive de la population lituanienne.

Les populations polonaises en 1916 ; l'on voit bien le corridor oriental pointant en direction de Vilnius.

La connaissance de l'interdialecte slave a permis aux Lituaniens de communiquer plus facilement avec leurs voisins slaves, qui parlaient polonais, russe ou biélorusse. L'attractivité et le prestige culturel de la langue polonaise et son utilisation courante dans l'église ont fait que le processus s'est poursuivi et a conduit à l'adoption complète de la langue polonaise. Au sein de la population biélorusse, l'usage du polonais était limité aux relations officielles, alors qu'à la maison, la langue locale était encore parlée. En conséquence, la langue lituanienne s'est retirée sous la pression du polonais plus rapidement que le biélorusse. Cela a conduit à la formation d'une zone linguistique polonaise compacte entre les zones linguistiques lituanienne et biélorusse, avec Vilnius en son centre (voir carte). Au bout d'un certain temps et notamment dans la région de Vilnius, l'ignorance de la langue polonaise a été considérée comme un manquement culturel. Dans les situations cérémonielles, il était conseillé d'utiliser le polonais. Cela a conduit à progressivement limiter l'usage du « parler simple » aux situations de la vie quotidienne, et a fait naître un sentiment de mépris envers ce dernier, ainsi que le biélorusse.
Dans les territoires biélorusses, les processus de polonisation ont été intensifiés par la lutte des autorités russes contre les Églises catholiques. La liquidation de l'Église uniate et les conversions forcées à l'orthodoxie ont provoqué la résistance de la communauté locale. Les autorités russes ont opposé l'Église catholique, dite « foi polonaise », à l'Église orthodoxe, dite « foi russe ». Par conséquent, se désigner comme un « Polonais » revenait à se désigner comme un « Catholique ». Après le latin, le polonais était considéré comme la deuxième langue de culte, de sorte que les tentatives de le remplacer par le russe ou les langues locales ont rencontré la résistance de la population locale.
La propagation de la langue et de la culture polonaises, et finalement de la conscience nationale polonaise, a été favorisée non seulement par sa prévalence parmi les classes supérieures, mais aussi parmi la noblesse appauvrie et déclassée. Leurs représentants considéraient les traditions de la noblesse, inextricablement liées à la polonité, comme un marqueur de prestige, et ils cultivaient donc leur attachement à la tradition nationale polonaise. Leur influence s'exerça sur la paysannerie environnante. Paradoxalement, cette situation a été favorisée par la politique russe anti-polonaise et anti-szlachta, qui a accordé une aide aux paysans pour l'achat de terres. En conséquence, l'écart de propriété entre la petite noblesse et la paysannerie a diminué, ce qui a entraîné l'apparition de mariages mixtes, qui à leur tour ont conduit à la diffusion de la culture polonaise parmi les paysans.
L'émergence du renouveau national lituanien dans les années 1880 a ralenti le processus de polonisation de la population ethniquement lituanienne, mais a également cimenté un sentiment d'identité nationale parmi une partie importante de la population lituanienne de langue polonaise. Le sentiment d'une identité nationale lituanienne-polonaise à deux vitesses, présent tout au long de la période, a dû céder la place à une déclaration nationale claire. Auparavant, chaque habitant de l'ancien grand-duché de Lituanie était considéré comme un Lituanien, mais face à l'émergence du mouvement national lituanien, qui ne considérait que ceux qui parlaient le lituanien comme des Lituaniens, les résidents de langue polonaise de Lituanie se déclarant de plus en plus souvent Polonais. La querelle sur la langue auxiliaire des offices (polonais ou lituanien) dans les églises de la frontière orientale de la Lituanie ethnique, qui s'est échauffée à partir de la fin du XIXe siècle, a influencé la formation de la conscience polonaise et l'adoption du polonais parmi les croyants dont les ancêtres avaient abandonné le lituanien pour le « parler simple ».

## Du temps de la Deuxième République (1918-1939)

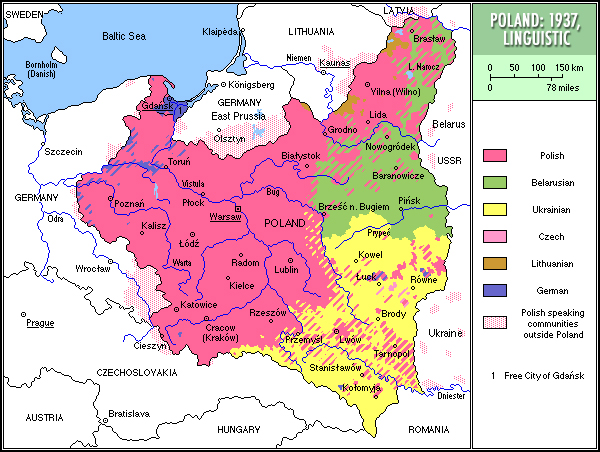
Carte ethnique de la Pologne durant l'entre-deux-guerres.

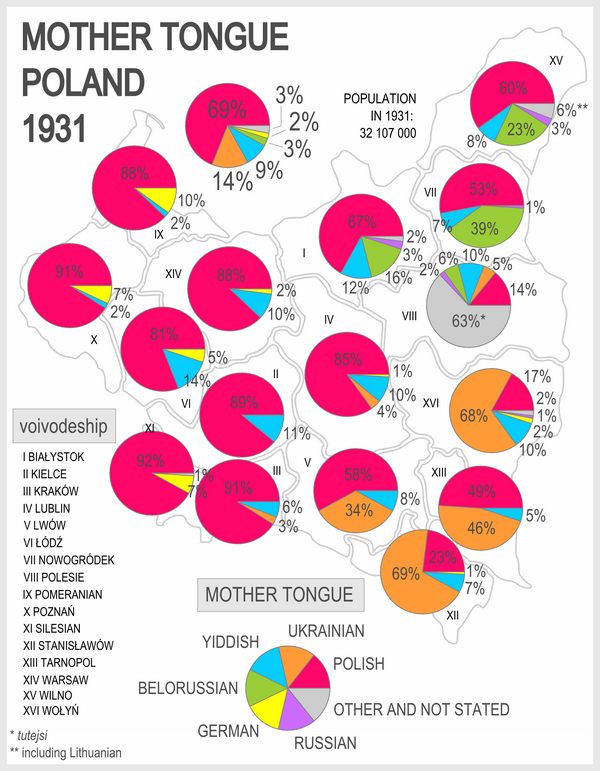
Langue maternelle par voïvodie en 1931.

La deuxième république de Pologne, indépendante en 1918, comptait environ un tiers de minorités ethniques non-polonaises — principalement des Ukrainiens, des Biélorusses et des Juifs.
La question des minorités non polonaises a fait l'objet d'intenses débats au sein des gouvernements polonais de l'époque. Deux idées s'affrontent : une approche plus tolérante et moins assimilationniste, notamment prônée par Józef Piłsudski, et une approche assimilationniste prônée par Roman Dmowski et Stanisław Grabski (en).
L'assimilation linguistique était considérée par les démocrates nationaux comme une force majeure pour « l'unification de l'État ». Le ministre polonais de la religion et de l'éducation publique Stanislaw Grabski écrit par exemple que « la Pologne ne peut être préservée que sous la forme d'État du peuple polonais. Si elle devient un État de Polonais, de Juifs, d'Allemands, de Rusyns, de Biélorusses, de Lituaniens, de Russes, elle perdra à nouveau son indépendance ». Grabski écrit également que « la transformation du territoire de la République en territoire national polonais est une condition nécessaire pour le maintien de nos frontières ».
En politique intérieure, le gouvernement de Piłsudski est marqué par une stabilisation et une amélioration indispensables de la situation des minorités ethniques, qui formaient près d'un tiers de la population de la Deuxième République. Piłsudski remplaça la politique « d'assimilation ethnique » des nationaux-démocrates par une politique « d'assimilation à l'État » : les citoyens étaient jugés sur leur loyauté envers l'État, et non sur leur appartenance ethnique. Les années 1926-1935 (Piłsudski mourut en 1935) furent favorablement perçues par de nombreux Juifs polonais, dont la situation s'améliora surtout sous le cabinet de Kazimierz Bartel. Cependant, une combinaison de diverses raisons, allant de la Grande Dépression au besoin de Piłsudski du soutien des partis pour les élections parlementaires et à la spirale vicieuse des attaques terroristes menées par l'Organisation des nationalistes ukrainiens, symbolisa la dégradation continue de la situation, malgré les efforts de Piłsudski.
Cependant, la polonisation créa également une nouvelle classe éduquée parmi les minorités non polonaises, une classe d'intellectuels conscients de l'importance de l'école, de la presse, de la littérature et du théâtre, qui devinrent ensuite déterminants dans le développement de leurs propres identités ethniques.

### Polonisation des confins de la Pologne (Kresy)

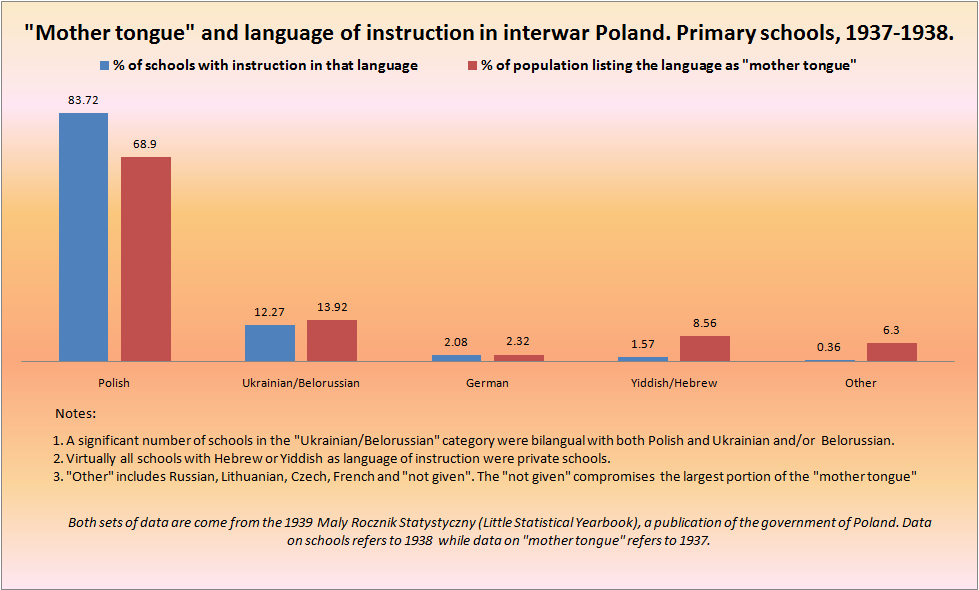
Langue d'enseignement dans les écoles polonaises de l'entre-deux-guerres et pourcentage de la population inscrivant une langue particulière comme « langue maternelle », selon les statistiques officielles polonaises pour 1937 et 1938.

Les territoires de la Biélorussie occidentale, de l'Ukraine occidentale et de la région de Vilnius ont été incorporés à la Pologne en 1921, à l'issue du traité de Riga mettant fin à la guerre polono-soviétique de 1919-1921. Dans le même temps, le gouvernement du nouvel État polonais, sous la pression des Alliés, a accepté d'accorder l'autonomie politique à la Galicie, mais pas à la Volhynie.

#### Biélorussie occidentale

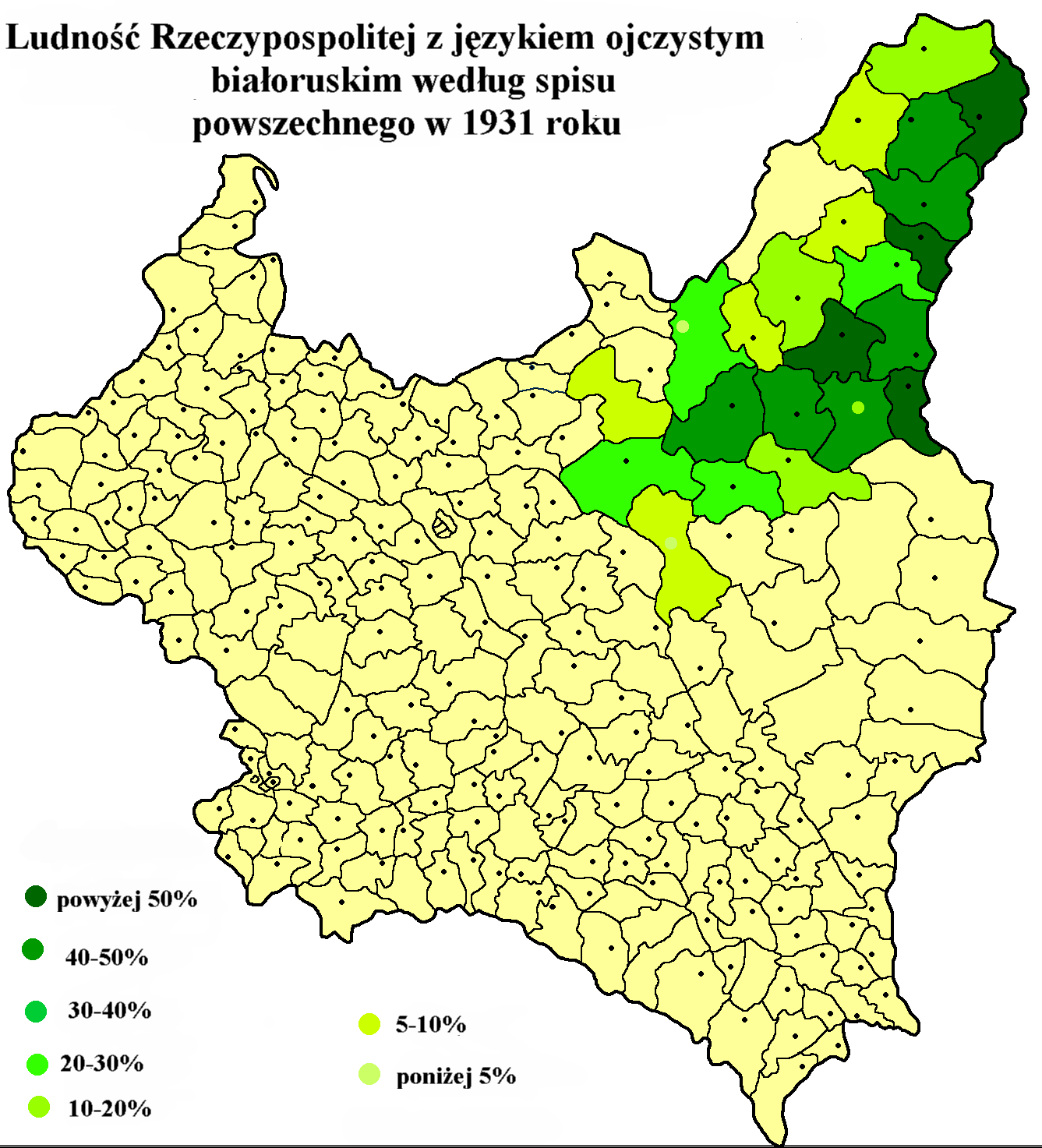
Prévalence de la langue biélorusse en Pologne (1931).

Le traité de Riga fut signé entre la Pologne et la Russie soviétique (représentant l'Ukraine soviétique), sans aucune participation du côté biélorusse ; il attribua près de la moitié de la Biélorussie moderne (la moitié occidentale de la Biélorussie soviétique) à la Deuxième République polonaise. Le gouvernement de la république socialiste fédérative soviétique de Russie, selon le texte du traité de Riga, agissait également « au nom de la République socialiste soviétique de Biélorussie », formée au cours de la guerre. Les protestations du gouvernement en exil de la République démocratique biélorusse proclamée en 1918 ont été ignorées par la Pologne comme par les Soviétiques.
Selon Per Anders Rudling (en), la langue biélorusse a été globalement chassée des écoles de la Biélorussie occidentale polonaise, en violation du traité sur les minorités de 1919 entre la Pologne et les puissances occidentales. L'auteur polonais Marek Wierzbicki explique cela par le fait que le premier manuel de grammaire biélorusse n'a été écrit qu'en 1918.
Suivant les intentions de la majorité de la société polonaise, le gouvernement polonais introduisit des politiques sévères de polonisation et d'assimilation des Biélorusses dans l'ouest de la Biélorussie. Le responsable polonais Leopold Skulski, défenseur des politiques de polonisation, aurait déclaré au Sejm à la fin des années 1930 : « Je vous assure que dans une dizaine d'années, vous ne pourrez plus trouver un seul Biélorusse [de souche] [en Biélorussie occidentale] »,,.
Władysław Studnicki (pl), un fonctionnaire polonais influent de l'administration des Confins, a déclaré ouvertement que la Pologne avait besoin des régions orientales pour des besoins de colonisation.
Il de nombreux cas de discrimination envers la langue biélorusse, son utilisation était interdite dans les institutions de l'État.
Les chrétiens orthodoxes ont également été victimes de discrimination dans la Pologne de l'entre-deux-guerres. Cette discrimination visait également l'assimilation des Biélorusses orthodoxes orientaux. Les autorités polonaises imposaient la langue polonaise dans les services religieux orthodoxes et les cérémonies, et ont initié la création de sociétés orthodoxes polonaises dans diverses parties de la Biélorussie occidentale (Slonim, Bialystok, Vaŭkavysk, Navahrudak).
Avant 1921, il y avait 514 écoles de langue biélorusse en Biélorussie occidentale. En 1928, il n'y en avait plus que 69 écoles, soit seulement 3% de toutes les écoles existantes. Toutes ont été supprimés par les autorités éducatives polonaises en 1939. Les responsables polonais ont ouvertement empêché la création d'écoles biélorusses et ont imposé la langue polonaise dans l'enseignement scolaire en Biélorussie occidentale. Les responsables polonais traitaient souvent tout Biélorusse exigeant une scolarité en langue biélorusse comme un espion soviétique et toute activité sociale biélorusse comme le produit d'un complot communiste.
La société civile biélorusse a résisté à la polonisation et à la fermeture massive des écoles biélorusses. La Société des écoles biélorusses (Таварыства беларускай школы), dirigée par Branisłaŭ Taraškievič et d'autres militants, était la principale organisation promouvant l'éducation en langue biélorusse dans l'ouest de la Biélorussie en 1921–1937.
Par rapport à la (plus grande) minorité ukrainienne vivant en Pologne, les Biélorusses étaient beaucoup moins conscients et actifs politiquement. Néanmoins, selon les historiens biélorusses, la politique du gouvernement polonais contre la population de l'ouest de la Biélorussie a provoqué de plus en plus de protestations, jusqu'à la résistance armée. Dans les années 1920, des unités partisanes biélorusses sont apparues dans de nombreuses régions de l'ouest de la Biélorussie, pour la plupart non organisées mais parfois dirigées par des militants de partis de gauche biélorusses. Au printemps 1922, plusieurs milliers de partisans biélorusses ont demandé au gouvernement polonais d'arrêter la violence, de libérer les prisonniers politiques et d'accorder l'autonomie à l'ouest de la Biélorussie. Des manifestations ont eu lieu dans diverses régions de l'ouest de la Biélorussie jusqu'au milieu des années 1930.

#### En Ukraine occidentale

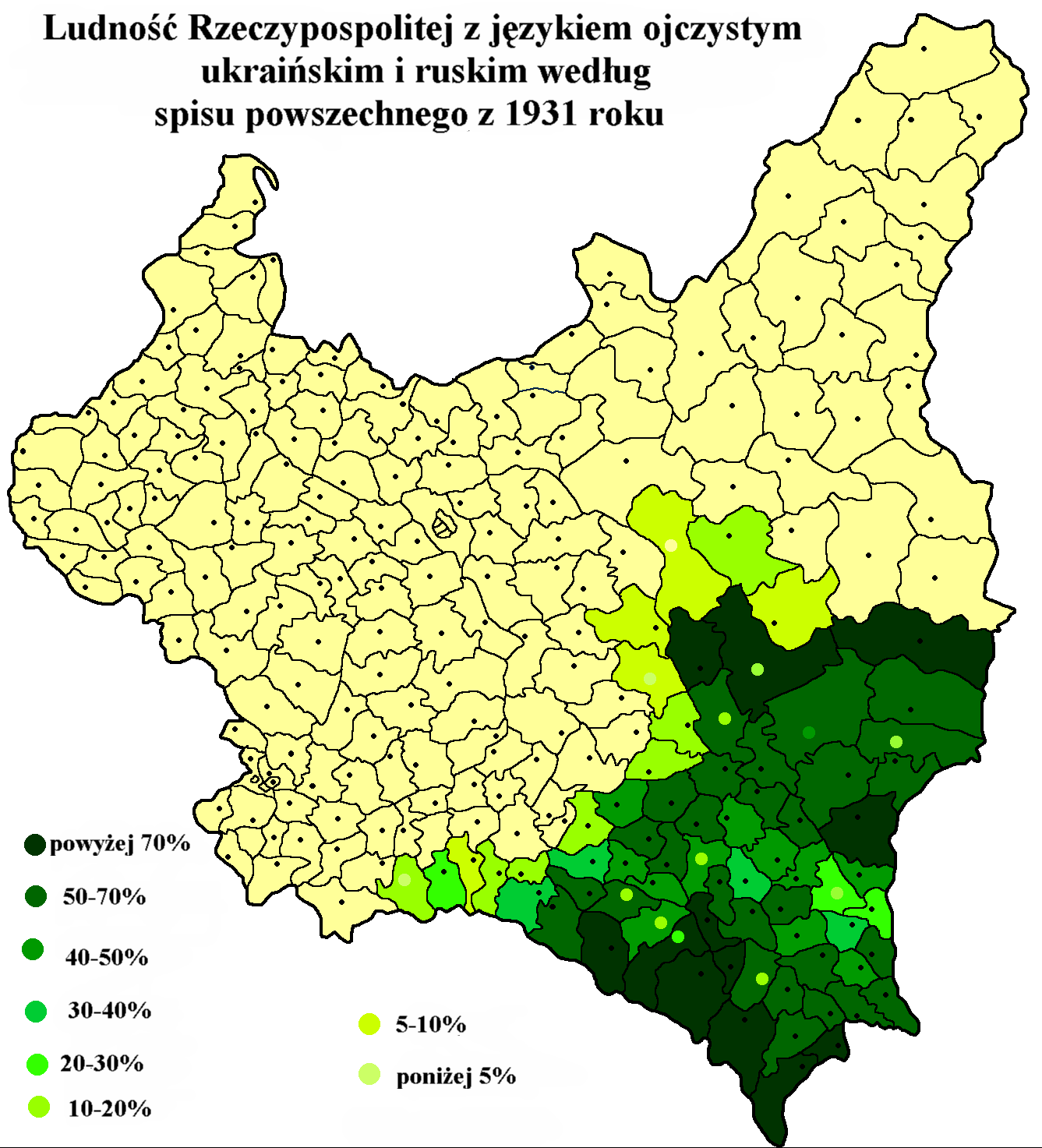
Prévalence de la langue ukrainienne en Pologne (1931).

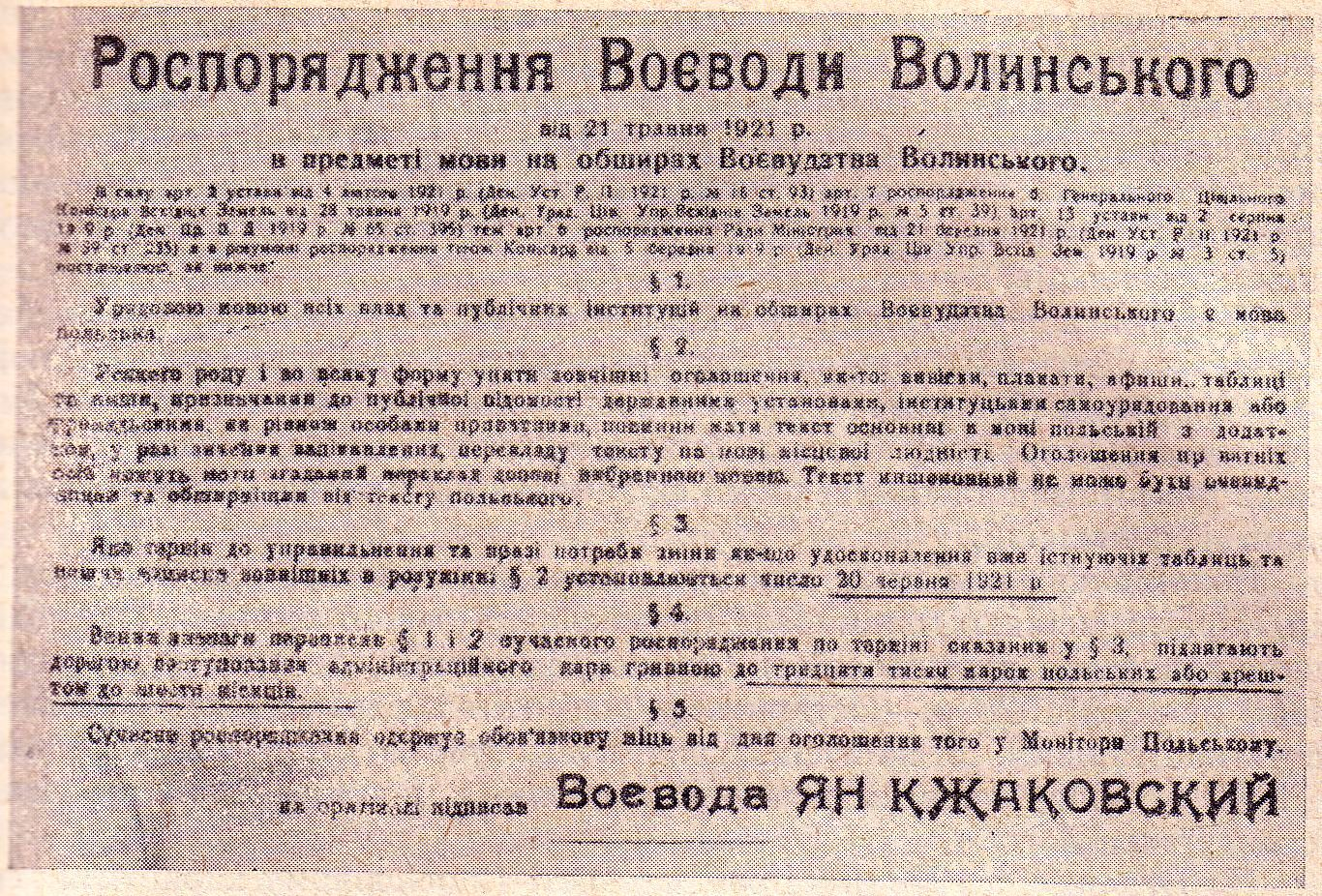
Décret du premier gouverneur de Volhynie, Jan Krzakowski : « De la langue dans la province de Volhynie », y établissant le polonais comme unique langue officielle, conformément au traité de Riga. On notera que le document est écrit en ukrainien.

Les territoires de Galicie et de Volhynie avaient des origines différentes, des histoires récentes différentes et des religions dominantes différentes. Jusqu'à la Première Guerre mondiale, la Galicie, avec sa grande population gréco-catholique ukrainienne à l'est (autour de Lviv) et les catholiques romains polonais à l'ouest (autour de Cracovie), était contrôlée par l'Autriche-Hongrie. D'autre part, les Ukrainiens de Volhynie, région faisant anciennement partie de l'Empire russe (autour de Rivne), étaient en grande partie orthodoxes et avaient des tendances russophiles. « Tant les responsables polonais que les militants ukrainiens, distinguaient les Ukrainiens galiciens et volhyniens » dans leurs objectifs politiques. Il y avait une perception de soi nationale beaucoup plus forte parmi les Ukrainiens galiciens, de plus en plus influencés par l'OUN.

##### Religion
Alors que l'Église gréco-catholique ukrainienne (UGCC), qui fonctionnait en communion avec le catholicisme de rite latin, aurait pu espérer recevoir un meilleur traitement en Pologne où les dirigeants considéraient le catholicisme comme l'un des principaux outils pour unifier la nation — le régime de Stanisław Grabski considérait au contraire les Ukrainiens galiciens comme moins fiables que les Ukrainiens orthodoxes de Volhynie, lesquels étaient vus comme de meilleurs candidats à l'assimilation progressive. C'est pourquoi la politique polonaise en Ukraine visait initialement à empêcher les Galiciens gréco-catholiques d'influencer davantage les Volhyniens orthodoxes, ce qui passa notamment par le traçage de la « ligne Sokalski ».
En raison de l'histoire de la région, l'Église gréco-catholique ukrainienne a acquis un fort caractère national ukrainien et les autorités polonaises ont cherché à l'affaiblir de diverses manières. En 1924, à la suite d'une tournée européenne et nord-américaine avec des croyants catholiques ukrainiens, le chef de l'UGCC s'est vu refuser l'entrée à Lviv pendant un temps considérable. Les prêtres polonais dirigés par leurs évêques ont commencé à entreprendre un travail missionnaire parmi les fidèles de rite oriental, et des restrictions administratives ont été imposées à l'Église gréco-catholique ukrainienne.
En ce qui concerne la population ukrainienne orthodoxe de l'est de la Pologne, le gouvernement polonais a initialement publié un décret défendant les droits des minorités orthodoxes. Dans la pratique, cela échoua souvent, car les catholiques, également désireux de renforcer leur position, entretenaient une représentation officielle au Sejm et dans les tribunaux. Toute accusation était suffisamment forte pour qu'une église particulière soit confisquée et remise à l'Église catholique romaine. Le but des deux soi-disant « campagnes de revendication (en) » était de priver les orthodoxes des églises qui étaient catholiques grecques avant que l'orthodoxie ne soit imposée par le gouvernement tsariste russe,. 190 églises orthodoxes furent ainsi détruites, et 150 autres furent transformées de force en églises catholiques romaines (et non grecques catholiques). De telles actions ont été condamnées par le chef de l'Église gréco-catholique ukrainienne, le métropolite Andrei Sheptytsky.
En Volhynie, 6 225 fidèles orthodoxes ont été contraints de se convertir au catholicisme en 1938 et 1939  sous la pression des autorités civiles polonaises, selon Timothy Snyder.

##### Éducation
L'administration polonaise a fermé de nombreuses salles de lecture publique de la Prosvita, une action qui, combinée à la dévastation provoquée pendant les années de guerre, a entraîné une baisse considérable du nombre de salles de lecture, passant de 2 879 en 1914 à seulement 843 en 1923.
En ce qui concerne le système éducatif, l'administration scolaire provinciale de l'époque autrichienne, qui était basée à Lviv et avait une représentation ukrainienne distincte, a été abolie en janvier 1921. Toutes les décisions devaient ensuite être prises à Varsovie et mises en œuvre par les administrateurs des districts scolaires locaux. Les Ukrainiens se trouvaient désormais répartis dans six districts scolaires différents (Lviv, Volhynie, Polésie, Cracovie, Lublin et Bialystok), bien qu'initialement au moins le système scolaire ukrainien, en particulier au niveau élémentaire, ne s'en soit pas trop trouvé perturbé:588.
En 1924, le gouvernement du Premier ministre Władysław Grabski a adopté une loi (connue sous le nom de lex Grabski) — ce malgré les objections des représentants parlementaires ukrainiens — créant des écoles bilingues ukrainiennes et polonaises. Il en résulta une baisse rapide du nombre d'écoles ukrainiennes unilingues ainsi qu'une forte augmentation des écoles bilingues polonais-ukrainien en Galice et des écoles polonaises en Volhynie (1 459 en 1938).
Étant donné que les Ukrainiens de Pologne n'avaient qu'un contrôle limité sur l'éducation formelle de leurs enfants, le mouvement scout Plast a relevé le défi d'inculquer aux jeunes une identité nationale ukrainienne. Les scouts Plast ont vu le jour à la veille de la Première Guerre mondiale sur les terres ukrainiennes des empires russe et austro-hongrois, mais c'est pendant l'entre-deux-guerres dans l'ouest de l'Ukraine (en particulier en Galicie et en Transcarpatie) qu'ils ont connu leur plus grand succès. En 1930, l'organisation comptait plus de 6 000 membres masculins et féminins dans des branches affiliées aux écoles secondaires de Galicie et aux sociétés Prosvita de l'ouest de la Volhynie. Préoccupées par la popularité générale de Plast et le fait que nombre de ses « diplômés » rejoignaient après leur majorité des organisations nationalistes ukrainiennes clandestines, les autorités polonaises ont augmenté les restrictions sur le mouvement, jusqu'à l'interdire complètement après 1930. Il a néanmoins continué à opérer clandestinement ou par le biais d'autres organisations pendant le reste de la décennie.
Un principe du numerus clausus avait été à l'université de Lviv selon lequel les Ukrainiens ne pouvaient représenter plus de 15% du nombre total de candidats, les Polonais bénéficiant en même temps pas moins du quota de 50%.

##### Réforme agraire
La réforme agraire conçue pour favoriser les Polonais en Volhynie, où la question foncière était particulièrement grave, a entraîné l'aliénation à l'État polonais de la population volhynienne orthodoxe, qui avait pourtant tendance à être beaucoup moins radicale que les Galiciens gréco-catholiques.
Traditionnellement, les paysans ukrainiens de Volhynie bénéficiaient de droits d'usage dans les biens communs, ce qui, en Volhynie, signifiait le droit de collecter du bois dans les forêts appartenant à des nobles. Lorsque toutes les terres étaient traitées comme des propriétés privées avec des propriétaires définis, ces droits traditionnels ne pouvaient pas être appliqués. Les forêts ont été défrichées et le bois vendu à l'étranger. Les paysans volhyniens ont perdu l'accès à ce qui était un bien commun, sans profiter de sa commercialisation et de sa vente.
En 1938, près de 800 000 hectares avaient été redistribués dans les zones habitées par les Ukrainiens. Cependant, la redistribution n'a pas nécessairement aidé la population ukrainienne locale. Par exemple, dès 1920, 39 % des terres nouvellement attribuées en Volhynie et en Polésie (312 000 hectares) avaient été accordées en tant que patronage politique aux vétérans de la « guerre pour l'indépendance » de la Pologne ; et, dans l'est de la Galice, beaucoup de terres (200 000 hectares) avaient été donnés aux paysans polonais avides de terres des provinces occidentales du pays. Cela signifiait que dans les années 1930, le nombre de Polonais vivant sur le territoire ethnique ukrainien contigu avait crû d'environ 300 000 :586.

#### Sur les terres lituaniennes
Au cours de la période de l'entre-deux-guerres, les relations lituaniennes-polonaises étaient caractérisées par une forte inimitié mutuelle. À la suite du conflit autour de l'appartenance de la ville de Vilnius et de la guerre polono-lituanienne, les deux gouvernements ont traité durement leurs minorités respectives,,. En 1920, après la mutinerie mise en scène de Lucjan Żeligowski, les activités culturelles lituaniennes dans les territoires sous contrôle polonais ont été limitées et la fermeture des journaux lituaniens et l'arrestation de leurs rédacteurs ont eu lieu. 33 militants culturels lituaniens et biélorusses ont été officiellement expulsés de Vilnius le 23 janvier 1922 et déportés en Lituanie. En 1927, alors que les tensions entre la Lituanie et la Pologne augmentaient, 48 écoles lituaniennes supplémentaires furent fermées et 11 autres militants lituaniens expulsés. Après la mort de Piłsudski en 1935, la minorité lituanienne de Pologne (en) est redevenue l'objet de politiques de polonisation de plus en plus intenses. 266 écoles lituaniennes ont été fermées après 1936 et presque toutes les organisations lituaniennes ont été interdites. Une nouvelle polonisation s'est ensuivie alors que le gouvernement encourageait l'installation d'anciens combattants de l'armée polonaise dans les régions contestées. Environ 400 salles de lecture et bibliothèques lituaniennes ont été fermées en Pologne entre 1936 et 1938. À la suite de l'ultimatum polonais de 1938 à la Lituanie, la Lituanie a rétabli des relations diplomatiques avec la Pologne et les efforts pour poloniser les Lituaniens vivant en Pologne ont quelque peu diminué.

## Après la Seconde Guerre mondiale
En 1947, dans le cadre de l'opération Vistule, les autorités communistes polonaises ont détruit la base de soutien de l'armée insurrectionnelle ukrainienne (toujours active en Galicie) en réinstallant de force environ 141 000 civils résidant autour des Bieszczady et des basses Beskides dans les territoires recouvrés. Les agriculteurs ont reçu une aide financière du gouvernement polonais et ont repris les maisons et les fermes abandonnées par les Allemands, améliorant dans la plupart des cas leurs conditions de vie – les nouvelles propriétés, bâties en dur, étaient généralement plus grandes et avaient l'eau courante.
Alors que l'opération Vistule était en cours dans le sud-ouest de la Pologne, le NKVD soviétique a déporté plus de 114 000 Polonais, pour la plupart des femmes et des enfants, de l'Ukraine occidentale vers la RSS kazakhe et la Sibérie, au cours de l'opération Ouest. Seuls 19 000 hommes figuraient parmi les déportés soviétiques, la plupart d'entre eux envoyés dans les mines de charbon et les carrières de pierre du nord. Aucune des familles déportées par le NKVD n'a reçu de fermes ou de maisons vides pour y vivre.
Au départ, la polonisation des Ukrainiens était purement linguistique et n'impliquait pas une adhésion consciente à la nation polonaise.
Jusqu'en 1984, la toponymie des régions lemkoviennes a également fait l'objet d'une polonisation. Par exemple, Bereźnica Wyżna devient Brzezina, Chrewt devient Przystań, Czerteż devient Przedmieście, Czystogarb devient Górna Wieś, Dąbrówka Ruska devient Dąbrówka (pl), Dołżyca devient Zakole, Dudyńce devient Szybistów, etc. Ces noms, qui avaient une signification dans les dialectes ukrainiens, ont perdu leur sens en polonais. Sous les protestations, la Commission pour la dénomination des lieux et des sites physiographiques, qui avait été supprimée en 1975, a été réactivée, et son nouveau président, le professeur Mieczysław Szymczak, a exigé que les anciens noms soient rétablis. L'affaire n'a été finalisée qu'en 1981, mais de nombreux noms historiques de Lemko n'ont jamais été rétablis, par exemple Królowa Górna.
L'historiographie polonaise a également tenté de mettre l'accent sur la « mission civilisatrice » particulière que la colonisation polonaise de la Ruthénie rouge par la population immigrée était censée remplir. L'historiographie russe, ukrainienne et soviétique a minimisé l'influence polonaise ou n'a vu que les aspects négatifs de l'expansion de la colonisation polonaise, qui aurait contribué à la dévastation économique de la Ruthénie rouge et à son déclin culturel.

### Polonisation des «territoires recouvrés»

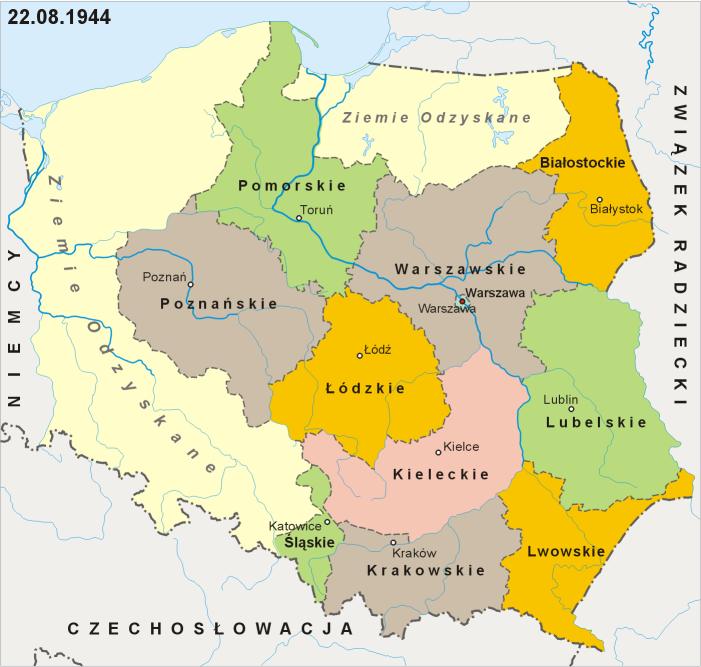
La Pologne prévue en 1944 : les territoires allemands sont en jaune pâle, les territoires polonais perdus à l'Est sont en gris.

Le 19 janvier 1945, sept jours après le passage de la Vistule par l'Armée rouge, les autorités allemandes émettent un ordre d'évacuation pour les régions situées à l'est de l'Oder, ce qui déclenche une fuite massive de la population allemande de ces terres vers l'ouest. Dans le même temps, l'Armée rouge occupe progressivement les territoires orientaux du Troisième Reich. L'un des derniers avant-postes de la résistance allemande est Breslau, en Basse-Silésie, transformée en Festung Breslau (« forteresse de Breslau »), qui est encerclée depuis le 15 février 1945 et ne capitule que le 6 mai 1945, 4 jours après Berlin.
Après la fin de la guerre, les territoires situés à l'est de l'Oder et de la Neisse lusacienne sont cédés à la Pologne lors de la conférence de Potsdam. De novembre 1945 à janvier 1949, ils ont été administrés par le « ministère des territoires recouvrés », dirigé par Władysław Gomułka. Sa tâche consistait à administrer de manière générale les territoires recouvrés et à les intégrer au reste du pays. La création d'un ministère distinct, séparé sur la base de critères territoriaux plutôt que matériels, était également une démarche politique, visant à exclure une grande partie du territoire du pays du ministère de l'Administration publique, dirigé par Władysław Kiernik, du PSL. Après 1950, en vertu de l'arrêté du Premier ministre no 72 du 7 avril 1952 et d'instructions confidentielles, la polonisation des noms allemands et la repolonisation des noms germanisés a débuté.
Le processus de repolonisation des territoires dits « recouvrés » est également lancé. Des efforts sont déployés pour éradiquer l'utilisation de l'allemand dans les lieux publics, en particulier dans la région d'Opole en Silésie. Le « sort » des livres allemands devait être décidé par des comités de classification provinciaux ou de district, et beaucoup furent détruits et certains donnés à des bibliothèques. Entre 1946 et 1950, une commission chargée de poloniser les toponymes a œuvré sous l'égide du cabinet du Premier ministre. Dans de nombreux cas, elle a « corrigé » les noms historiques qu'elle considérait comme germanisés ou trop dialectaux (par exemple, le nom historique Szychowice a été remplacé par Ciechowice, Grewnot a été remplacé par Grotowice). Si un nom n'avait pas d'équivalent slave, on lui donnait le nom d'une localité slave voisine disparue (par exemple Szywałd a été rebaptisé Bojków).

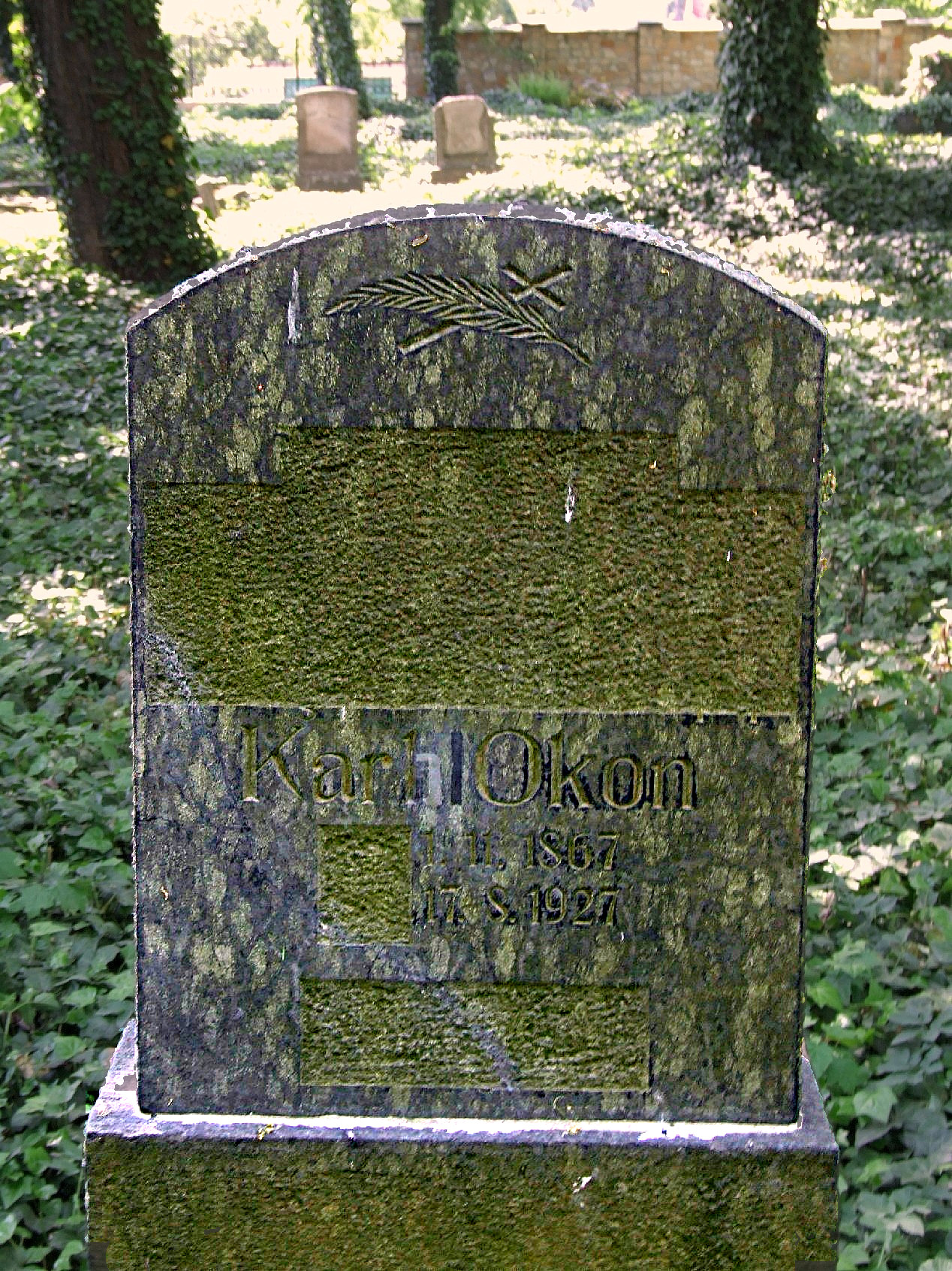
Pierre tombale avec inscriptions allemandes effacées dans un cimetière de Gliwice. Le changement du nom allemand de Karl en Karol (polonais) est également visible.

En juin 1945, le Présidium du Conseil des ministres a ordonné l'enlèvement des inscriptions allemandes sur les panneaux de signalisation, les enseignes et les véhicules. Auparavant, en janvier 1945, Aleksander Zawadzki avait décrété l'interdiction de la langue allemande et ordonné la suppression de toute trace d'allemand. Des pressions sont exercées sur les habitants de la Silésie pour qu'ils changent leurs noms et prénoms en des noms plus polonais. Cependant, cette action se fait à contrecœur, et même dans les années suivantes, l'utilisation de l'allemand dans les lieux publics est souvent manifeste. Non seulement l'usage public de la langue allemande est puni, mais aussi l'utilisation d'imprimés de travail, de balances ou de boîtes aux lettres portant des inscriptions allemandes, même si les équivalents avec des inscriptions polonaises ne peuvent pas être achetés.
Dans le même temps, la polonisation (« dé-germanisation ») se poursuit — les vestiges de l'histoire allemande sous tous ses aspects dans les territoires récupérés sont éliminés — les inscriptions allemandes sont détruites non seulement parmi les noms officiels, mais aussi sur les monuments, les églises et les cimetières, (cette dernière mesure suscite la résistance de l'administration ecclésiastique, bien qu'elle soit soutenue, par exemple, par l'évêque Bolesław Kominek d'Opole). Le processus s'est poursuivi jusque dans les années 1970.
Pendant toute la période communiste, en Haute-Silésie, l'enseignement de la langue allemande dans les écoles primaires et secondaires est interdit,, tandis que les autorités autorisent les compléments scolaires illégaux organisés par les communautés allemandes. En Basse-Silésie, en revanche, les autorités polonaises communistes autorisent le développement de l'enseignement en allemand. Dès le début des années 1950 (l'attitude du gouvernement de la république populaire de Pologne à l'égard de la minorité allemande a changé après la création de la RDA en 1949), de nombreux établissements de soins et d'enseignement ont été créés (y compris des jardins d'enfants, des écoles primaires, des écoles secondaires) dans lesquels la langue d'enseignement était l'allemand. Entre 1957 et 1959, à la suite de l'exode massif des Allemands vers l'Allemagne de l'Ouest ou, plus rarement, vers la République démocratique allemande, le nombre d'écoles a progressivement commencé à diminuer de manière significative.

## Situation à l'heure actuelle

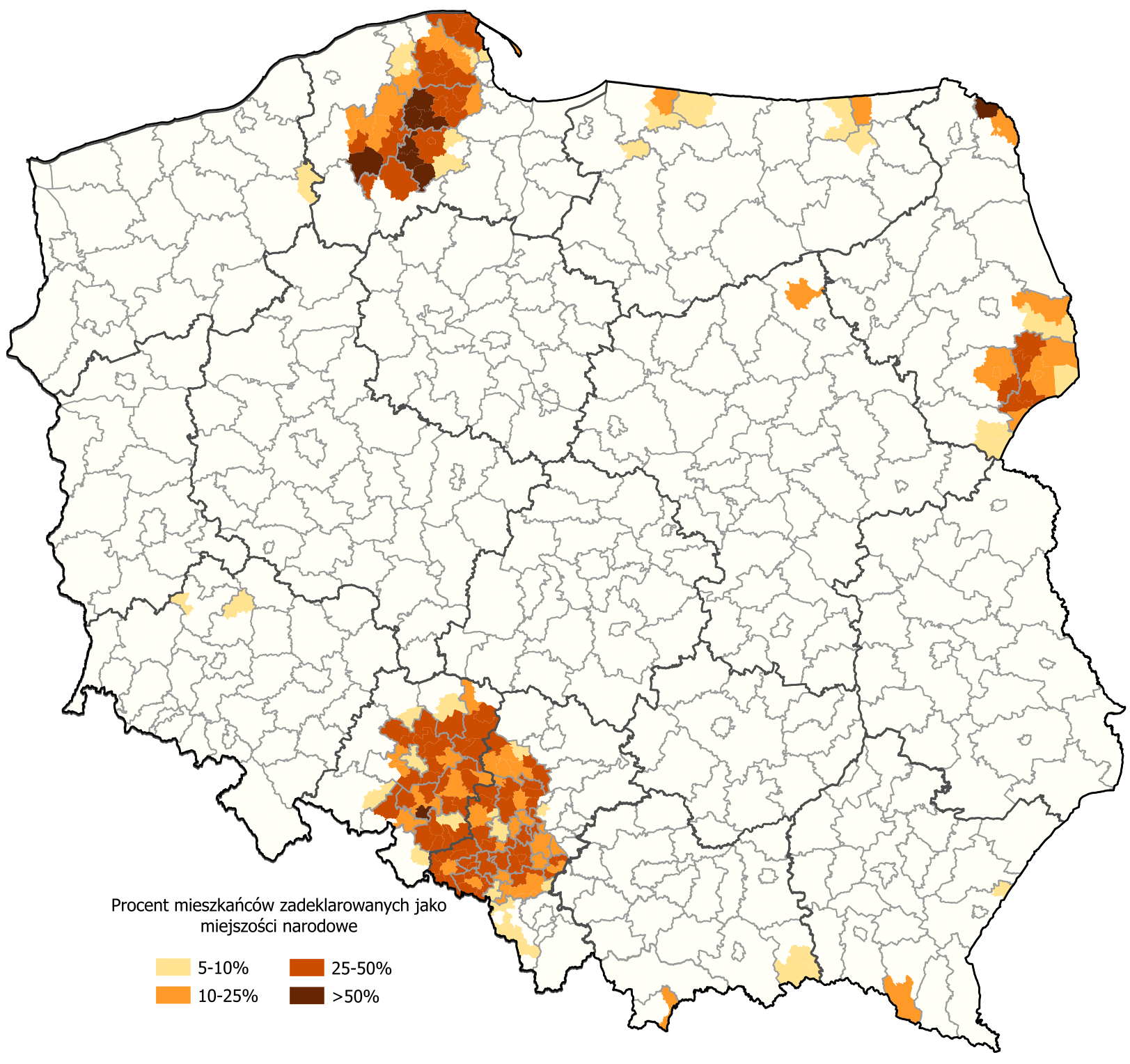
Minorités ethniques en Pologne à l'heure actuelle.

Lors du recensement polonais de 2002, 96,7 % des Polonais se sont réclamé de la nationalité polonaise et 97,8 % ont déclaré parler le polonais à la maison. La Pologne est donc aujourd'hui, pour la première fois de son histoire, un État ethniquement homogène. Toutefois, les droits des minorités ethniques en Pologne sont garantis par l'article 35 de la Constitution de 1997 :
1. La république de Pologne garantit aux citoyens polonais appartenant à des minorités nationales ou ethniques la liberté de conserver et de développer leur propre langue, de conserver leurs coutumes et traditions et de développer leur propre culture.
2. Les minorités nationales et ethniques ont le droit de créer des institutions éducatives et culturelles, des institutions destinées à protéger l'identité religieuse, ainsi que de participer à la résolution des questions liées à leur identité culturelle.

La loi sur les minorités ethniques et nationales et sur la langue régionale du 6 janvier 2005 (Ustawa o mniejszościach narodowych i etnicznych oraz o języku regionalnym) stipule que pour être reconnu comme une minorité ethnique ou nationale, un groupe donné doit résider en Pologne depuis au moins 100 ans, ce qui exclut les minorités précédemment reconnues comme telles sous les régimes communistes, comme les Grecs.
Il existe actuellement trois catégories de minorités reconnues en Pologne : 9 minorités nationales (Biélorusses, Tchèques, Lituaniens, Allemands, Arméniens, Russes, Slovaques, Ukrainiens, Juifs), 4 minorités ethniques (Karaïtes, Lemkos, Roms et Tatars), et une minorité linguistique régionale (Cachoubes),.
La Pologne a ratifié la Charte européenne des langues régionales ou minoritaires le 12 février 2009. Les minorités jouissent de divers droits, notamment le droit à la signalisation des rues et à l'éducation dans la langue maternelle, le développement de la culture, la non-assimilation, etc. En particulier, dans les municipalités (gminas) où elles représentent plus de 20 % de la population, elles ont le droit de communiquer officiellement dans leur langue maternelle. Ces municipalités doivent être inscrites au registre officiel des municipalités où une autre langue est utilisée. Les fonctionnaires de ces municipalités sont incités à apprendre la langue régionale.